# Stöpis
Stöpis är en istyp som uppstår av att snö vattenbedränks och sedan fryser, vilket är att jämför med ordet "stöpa" (doppa i vätska) som i att "stöpa stearinljus". Stöpis kallas även ibland för snöis. Stöpis har normalt kärnis under sig, men kärnis kan saknas på underfrätta partier. Stöpis är ogenomskinlig och vit på grund av innesluten luft. Stöpis är en vanlig istyp på svenska sjöar.

## Egenskaper
Stöpisens styrka är relaterad till kärnisens tjocklek. Eftersom man inte kan se något om detta är den svår att bedöma med synen, utan man får lita till ispiken och resonemang om hur kärnisens tjocklek kan variera.
Ytan på stöpis kan variera, om stöpet varit tillräckligt blött blir ytan ofta väldigt bra för skridskoåkning, förutsatt att det är kallt i luften. I plusgrader blir icke vattentäckt stöpis mjuk och skridskon kan skära igenom. Den vattentäckta stöpisen brukar behålla sin ythårdhet bättre vid plusgrader i luften.
En fara med stöpis är att det ställvis kan vara icke helt frusen slask. Om man kör ner i ett sådant område med skridsko eller isjakt kan det leda till fallskador.

## Bildning
Stöpis kan bildas på flera olika sätt.
Det vanligaste sättet är att det snöar på relativt tunn is. Snön kommer då att tynga ner isen så mycket att vatten tränger upp i snön som blir till slask. Detta kan kallas för "dränkstöp". När sedan detta slask fryser har stöpis bildats. 
Ett annat sätt är ur snöis.
Ett tredje sätt är när det regnar på snö som ligger på isen. Snön kommer då att bli till slask. Detta kan kallas för "regnstöp". Om detta slask fryser har vi fått stöpis.

## Problem för flygplan
Skidförsedda flygplan kan slå runt vid landning i stöp om det övre skiktet bara bär delvis. De kan också frysa fast i stöp som håller på att frysa till. Knut Gunnerfeldt, flygambulansförare i Boden på 1930-talet, berättar målande om stöp i sin bok Flygande samarit:
| ”                            | Jag landade på den lilla fjällsjön. Där var det stöp. […] Sådan är aldrig att leka med. Skidorna kan frysa fast i isen och det kan betyda att man får vänta flera dagar innan man kan komma vidare. [Patienten lastades ombord och planet gled snällt ut över isen mot startläge, men fastnade i stöpet. Färdmekanikern] fick kliva ur och ge sig ut i sörjan, plaska fram till ena vingspetsen och börja ruska och vagga för allt han var värd för att få planet i gungning – enda sättet att få skidorna loss ur issörjan. Under tiden höll jag motorn i gång för att få glid på flygplanet så fort stöpet släppt. Några spännande ögonblick – och maskinen började sakta röra sig framåt. Nu eller aldrig, herr mekaniker! Ska herrn med eller inte? I så fall gäller det att passa på. För sedan jag väl fått maskinen i rörelse vågar jag inte stanna ett ögonblick. | „ |
| Gunnerfeldt 1939 sid 115-117 | |   |